# Samuel Krzysztof Giedroyć
Samuel Krzysztof Giedroyć herbu własnego – wojski mścisławski w latach 1666-1687.
Był elektorem Jana III Sobieskiego z województwa mścisławskiego w 1674 roku.